# Апелдорн (город)
Апелдорн (нидерл. Apeldoorn, нидерл. н.-сакс. Apeldoorne) — город в 90 километрах к востоку от Амстердама, в центральных Нидерландах, административный центр общины Апелдорн.

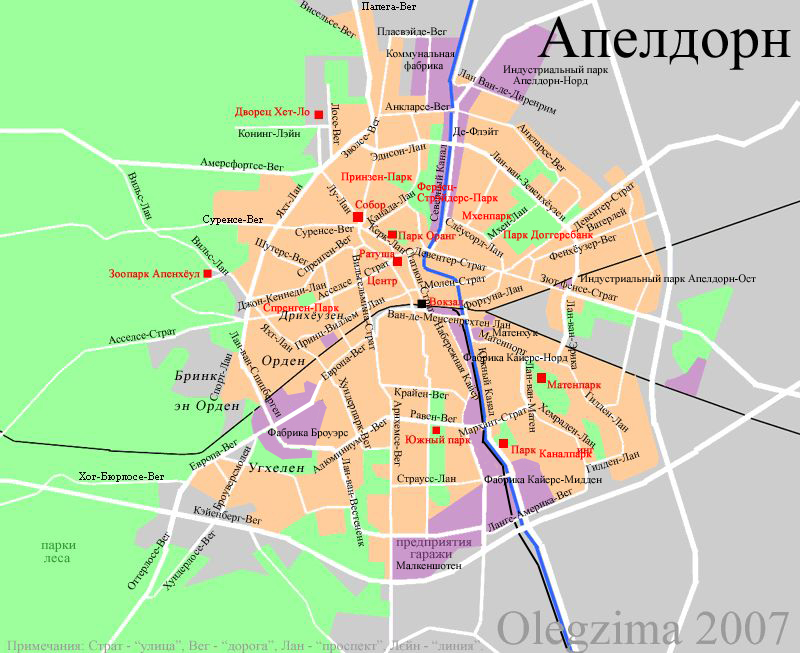
Карта города Апелдорн

## Население

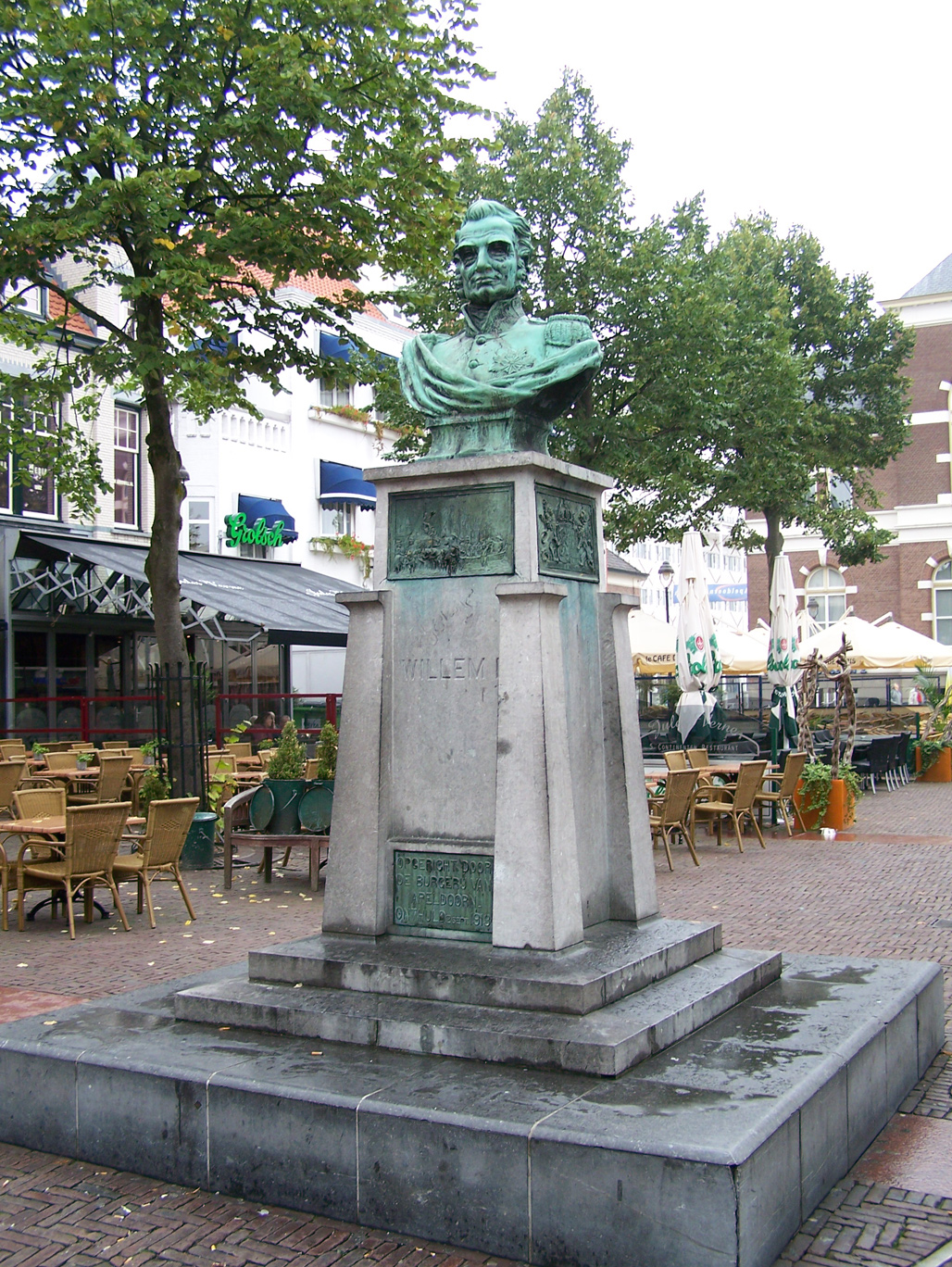
Памятник королю Виллему I в городе

Место работы жителей города:
| N  | город     | человек | %       |
| -- | --------- | ------- | ------- |
| 1  | Апелдорн  | 51307   | 71,53 % |
| 2  | Арнем     | 1516    | 2,11 %  |
| 3  | Девентер  | 1346    | 1,88 %  |
| 4  | Утрехт    | 1144    | 1,59 %  |
| 5  | Амстердам | 1103    | 1,54 %  |
| 6  | Эпе       | 880     | 1,23 %  |
| 7  | Зволле    | 820     | 1,14 %  |
| 8  | Барневелд | 774     | 1,08 %  |
| 9  | Форст     | 771     | 1,07 %  |
| 10 | Амерсфорт | 744     | 1,04 %  |
|    | всего     | 71731   | 100,0   |

## Природа
Окрестности города лесистые и очень живописные. Город пересекает с севера на юг канал Апелдорн.

## История
Древнейшая ссылка на город Апелдорн датируется с 8-го века. Поселение именовалось Апполдро и обозначено было на пересечении старой дороги от Амерсфорта в Девентер и дороги от Арнема в Зволле. Настоящее название появилось на картах 1740 года.
30 апреля 2009 года во время празднования Дня королевы город Апелдорн стал местом трагедии. Автомобиль под управлением 38-летнего голландского безработного Карста Татеса на большой скорости выехал на площадь, по которой в этот момент проезжал открытый автобус с Королевой Беатрикс и другими членами королевской семьи. Автомобиль въехал в толпу, после чего врезался в памятник. Результатом этого инцидента, признанного впоследствии попыткой покушения на членов королевской семьи, стала гибель шести и ранение 11 человек. Арестованный виновник трагедии на следующий день скончался от травм.

## Спорт
В городе базируются футбольные клубы «Апелдорн» и АГОВВ.
6 мая 2016 года в городе стартовала многодневная велосипедная гонка Джиро д’Италия.

## Достопримечательности
Долгое время Апелдорн оставался одним из обычных периферийных городков на востоке страны. Значительное увеличение города пришлось на XIX век и в послевоенное время. В городе много парков, украшающих город:
- Парк Оранг
- Принзенпарк
- Ферзец-Стрэйдерс-Парк
- Мхенпарк
- Парк Доггерсбанк
- Спрангенпарк
- Южный парк
- Каналпарк
- Матенпарк

### Дворец Хет-Ло

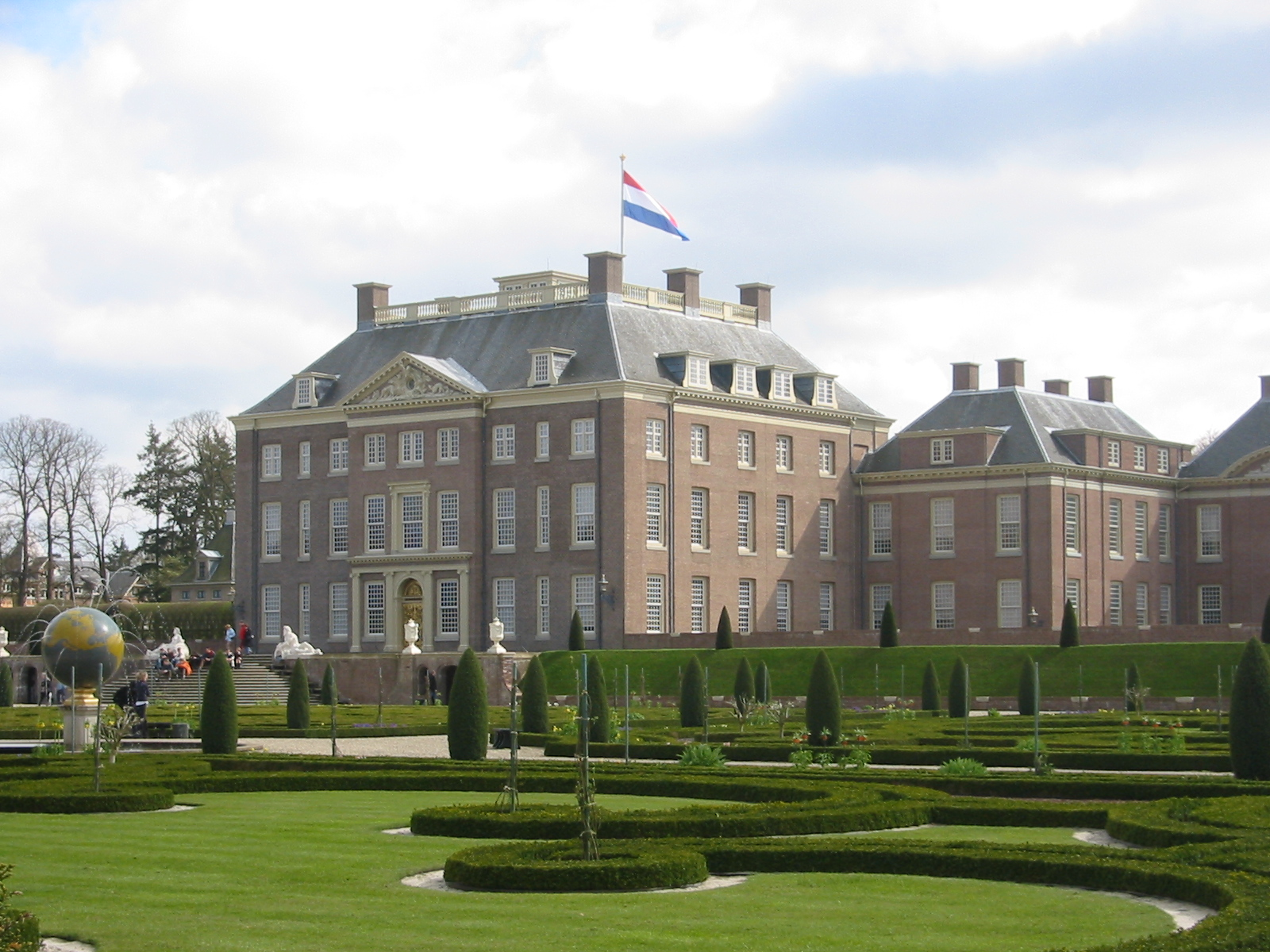
Дворец Хет-Ло в Апелдорне

Рядом с городом (на северо-западной окраине) находится любимое охотничье имение королевской семьи, в центре которого был построен красивый дворец Хет-Ниуэло (сейчас — Хет-Ло). В существующих формах дворец Хет-Ло существует со времён Уильяма III Английского. Дворец отражает историческую связь между домом Оран-Нассау и Нидерландами. В 1960 году королева Вильгельмина объявила, что после её смерти дворец должен перейти в собственность государства, что и было выполнено в 1962 году, после того как королева умерла во дворце Хет-Лоо. Теперь после полного восстановления дворец размещает национальный музей и библиотеку, посвящённые королевскому двору Оранг-Нассау. Здесь также находится музей канцелярии приказов королевства Нидерланды (Museum van de Kanselarij der Nederlandse Orden).

### Зоопарк Апенхёуль

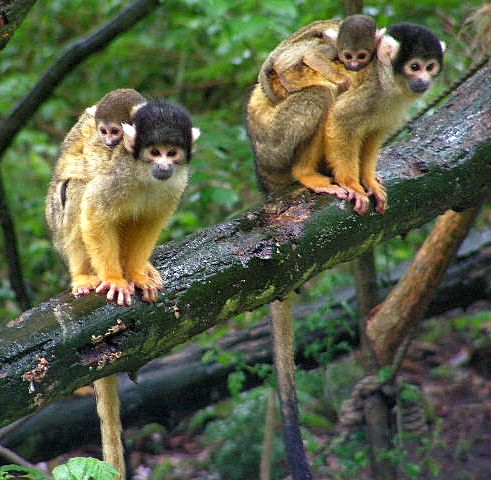
Черношапочный саймири в зоопарке Апенхёуль

В городе (на западной окраине, в черте парка Берг и Бос) находится знаменитый зоопарк Апенхёуль, открытый в 1971 году. Посетители зоопарка могут здесь увидеть множество видов обезьян, причём Апенхёуль — первый в мире зоопарк, в котором обезьяны могли свободно перемещаться вокруг посетителей. В зоопарке насчитывается более 30 различных видов приматов, среди которых имеются шимпанзе, горилла и орангутан.

### Протестантская церковь
Здание церкви было восстановлено после разрушительного пожара в 1890 году.

### Национальный парк Хоге-Фелюве
Часть парка расположена на юго-западе общины Апелдорн. Парк — место заключительного сражения Канадского королевского полка во время Второй мировой войны.

## Экономика
В городе имеются крупные бумажные и картонные фабрики, много финансовых учреждений и офисов: Централь-Бехер, страховые компании, налоговые службы, «Кадастр», правительственные службы, регистрирующие собственность на землю и некоторые другие. Кроме того имеются редакции газет, несколько больниц, частные санатории.